# グリール・マーカス
グリール・マーカス（Greil Marcus、1945年6月19日 - ）は、アメリカ合衆国の音楽評論家。エルヴィス・プレスリーやボブ・ディランについての文章で知られている。

## 経歴
1945年6月19日、カリフォルニア州サンフランシスコに生まれる。1960年代後半より、雑誌『ローリング・ストーン』にて批評を執筆する。著書に『デッド・エルヴィス』などがある。

## 翻訳された著書
- ロックの「新しい波」 パンクからネオ・ダダまで（三井徹訳、1984年、晶文社）
- ミステリー・トレイン ロック音楽にみるアメリカ像（三井徹訳、1989年、第三文明社）
- デッド・エルヴィス（三井徹訳、1996年、キネマ旬報社）
- ライク・ア・ローリング・ストーン─Bob Dylan at crossroad（菅野ヘッケル訳、2006年、白夜書房）